# 馬驥 (台灣鎮總兵)
馬驥，陝西人，清朝军事人物。1735年（雍正13年）奉旨調任前往台灣，接任蘇明良擔任台灣鎮總兵。是台灣清治時期此期間，受台灣道制約的台灣地區最高軍事首長。
| 前任： 蘇明良 | 台灣鎮總兵 1735年上任 | 繼任： 章隆 |

| 前任： 首任 （前身為台灣北路營） | 台灣北路協副將 1733年上任 | 繼任： 靳光翰 |